# Maxime Cressy
Maxime Cressy (Parijs, 8 mei 1997) is een Amerikaans-Frans tennisser.

## Carrière
Cressy kwam van 2016 tot 2018 uit voor Frankrijk en vanaf 2018 voor de Verenigde Staten. Van 2015 tot 2019 speelde hij collegetennis voor Universiteit van Californië - Los Angeles. In 2019 maakte hij zijn profdebuut, hij won dat jaar één challenger in het enkelspel en twee in het dubbelspel. Hij kreeg ook in het dubbelspel een wildcard voor de US Open maar geraakte niet voorbij de eerste ronde. In 2020 kreeg hij een wildcard in het enkelspel, hij bereikte de tweede ronde maar verloor daarin van Stéfanos Tsitsipás. Hij won in 2020 een tweede challenger in het enkelspel.
In 2021 nam hij deel aan de Australian Open en de US Open in het enkelspel, tweemaal werd de tweede ronde bereikt. In 2022 volgde de grote doorbraak, hij haalde driemaal een finale in een ATP-toernooi en wist daarvan eenmaal te winnen op de ATP-toernooi van Newport tegen Aleksandr Boeblik. Zijn beste resultaat op een Grandslam was een vierde ronde in het enkelspel op de Australian Open en een derde ronde op Roland Garros in het dubbelspel.

## Palmares
| Legenda               |
| --------------------- |
| Grand Slam            |
| Olympische Spelen     |
| ATP Finals            |
| ATP Tour Masters 1000 |
| ATP Tour 500          |
| ATP Tour 250          |

### Enkelspel
| Nr.                             | Datum             | Toernooi        | Ondergrond    | Tegenstander in finale | Score            | Details |
| ------------------------------- | ----------------- | --------------- | ------------- | ---------------------- | ---------------- | ------- |
| gewonnen finales herenenkelspel |                   |                 |               |                        |                  |         |
| 1.                              | 17 juli 2022      | ATP Newport     | Gras          | Aleksandr Boeblik      | 2-6, 6-3, 7-6    | details |
| verloren finales herenenkelspel |                   |                 |               |                        |                  |         |
| 1.                              | 9 januari 2022    | ATP Melbourne   | Hardcourt     | Rafael Nadal           | 6-7, 3-6         | details |
| 2.                              | 25 juni 2022      | ATP Eastbourne  | Gras          | Taylor Fritz           | 2-6, 7-6, 6-7    | details |
| 3.                              | 12 februari 2023  | ATP Montpellier | Hardcourt (i) | Jannik Sinner          | 6-7(3), 3-6      | details |
| gewonnen challengers            |                   |                 |               |                        |                  |         |
| 1.                              | 3 februari 2019   | Cleveland       | Hardcourt (i) | Mikael Torpegaard      | 6-7, 7-6, 6-3    |         |
| 2.                              | 23 februari 2020  | Drummondville   | Hardcourt (i) | Arthur Rinderknech     | 6-7, 6-4, 6-4    |         |
| 3.                              | 5 december 2021   | Forlì           | Hardcourt (i) | Matthias Bachinger     | 6-4, 6-2         |         |
| 4.                              | 17 september 2023 | Rennes          | Hardcourt (i) | Benjamin Bonzi         | 6-3, 2-0, opgave |         |

### Dubbelspel
| Nr.                              | Datum            | Toernooi        | Ondergrond    | Partner          | Tegenstander in finale            | Score               | Details |
| -------------------------------- | ---------------- | --------------- | ------------- | ---------------- | --------------------------------- | ------------------- | ------- |
| gewonnen finales herendubbelspel |                  |                 |               |                  |                                   |                     |         |
| 1.                               | 4 maart 2023     | ATP Dubai       | Hardcourt     | Fabrice Martin   | Lloyd Glasspool Harri Heliövaara  | 7-6(2), 6-4         | details |
| verloren finales herendubbelspel |                  |                 |               |                  |                                   |                     |         |
| 1.                               | 12 februari 2023 | ATP Montpellier | Hardcourt (i) | Albano Olivetti  | Robin Haase Matwé Middelkoop      | 6-7(4), 6-4, [6-10] | details |
| gewonnen challengers             |                  |                 |               |                  |                                   |                     |         |
| 1.                               | 13 januari 2019  | Columbus        | Hardcourt (i) | Bernardo Saraiva | Robert Galloway Nathaniel Lammons | 7-5, 7-6            |         |
| 2.                               | 27 oktober 2019  | Hamburg         | Hardcourt (i) | James Cerretani  | Ken Skupski John-Patrick Smith    | 6-4, 6-4            |         |

## Resultaten grote toernooien
| Legenda | Legenda                          |
| ------- | -------------------------------- |
| g.t.    | geen toernooi gehouden           |
| l.c.    | lagere categorie                 |
| –       | niet deelgenomen                 |
| G       | uitgeschakeld in de groepsfase   |
| 1R      | uitgeschakeld in de eerste ronde |
| 2R      | uitgeschakeld in de tweede ronde |
| 3R      | uitgeschakeld in de derde ronde  |
| 4R      | uitgeschakeld in de vierde ronde |
| KF      | uitgeschakeld in de kwartfinale  |
| HF      | uitgeschakeld in de halve finale |
| F       | de finale verloren               |
| W       | het toernooi gewonnen            |
| w-v     | winst/verlies-balans             |

### Enkelspel
| Grandslamtoernooien |      |     |    |    |
| Australian Open     | –    | 2R  | 4R | 2R |
| Roland Garros       | –    | –   | 1R | 1R |
| Wimbledon           | g.t. | –   | 2R | 1R |
| US Open             | 2R   | 2R  | 1R | –  |
| Statistieken        |      |     |    |    |
| titels per jaar     | 0    | 0   | 1  | 0  |
| eindejaarsranking   | 168  | 122 | 34 |    |

### Dubbelspel
| Grandslamtoernooien |     |     |     |    |    |
| Australian Open     | –   | –   | –   | –  | 1R |
| Roland Garros       | –   | –   | –   | 3R | –  |
| Wimbledon           | –   | –   | –   | 1R | 1R |
| US Open             | 1R  | –   | –   | –  | 1R |
| Statistieken        |     |     |     |    |    |
| titels per jaar     | 0   | 0   | 0   | 0  | 1  |
| eindejaarsranking   | 186 | 224 | 570 | -  |    |